# 元朗公立中學校友會小學

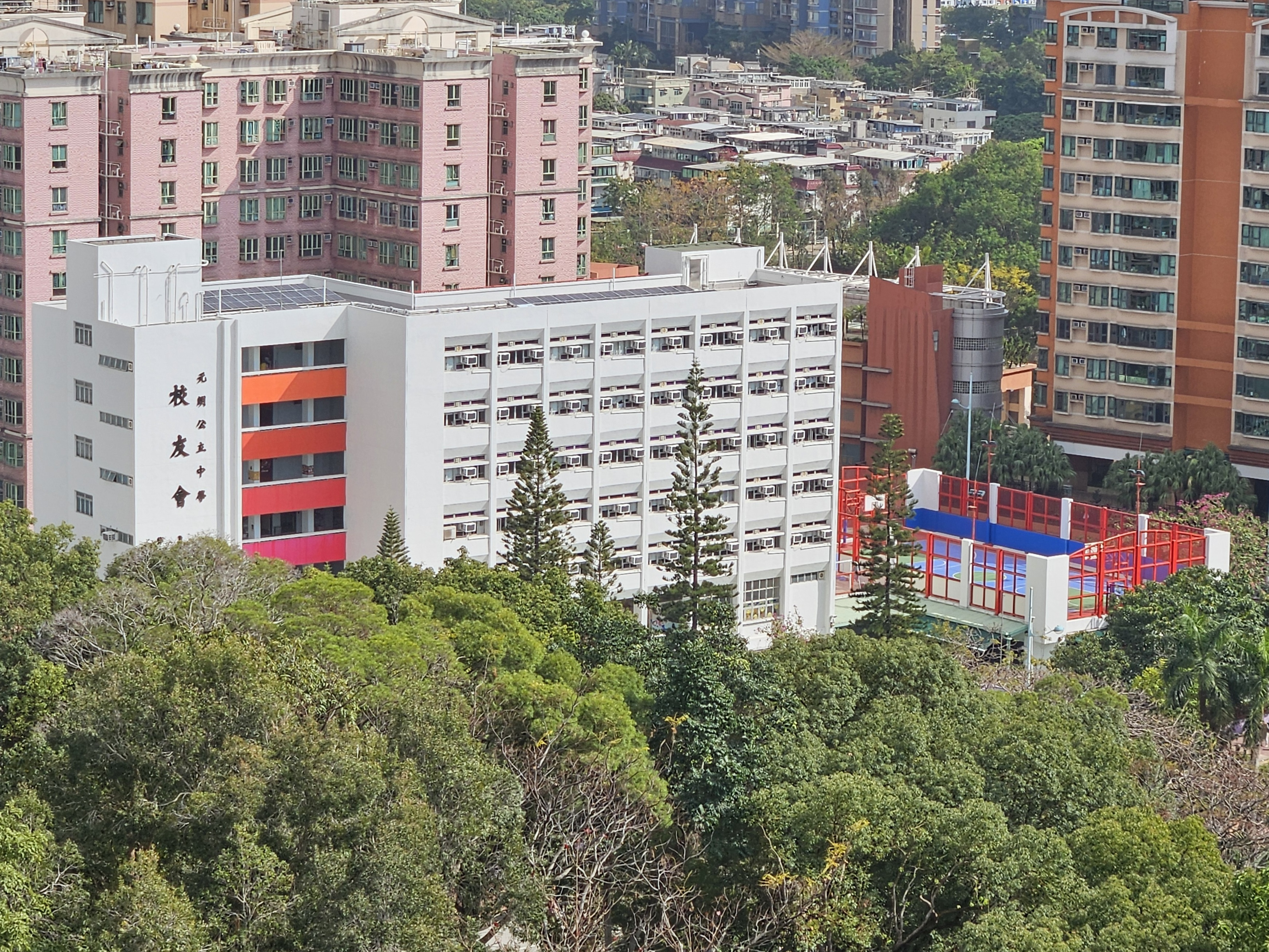
元朗公立中學校友會小學校舍

元朗公立中學校友會小學（英語：Yuen Long Public Middle School Alumni Association Primary School），簡稱元中校友會小學、YLPMSAAPS，是香港元朗區的一所小學，位於元朗公園旁邊，由元朗公立中學校友會於1989年所創辦，屬於第73校網。學校本為一所半日制小學，在2003年9月成功分拆為兩間全日制小學，新增學校名為「元朗公立中學校友會鄧英業小學」。

## 辦學宗旨
- 提供優質教育
- 德、智、體、群、美五育並重
- 發揚校訓：勤、孝、友、誠的精神
- 教導學生以服務人群為人生目標

## 歷屆行政人員

### 校監[1]
- 鄧兆棠 醫生，JP（1989年-？，創校校監）
- 鄧培釺 先生（？-2002年）
- 張帝弼 先生（2002年-？）
- 侯壽發 先生（現任校監）[2]

### 校長

#### 上午校
- 姜渭榮 先生（1989年-2003年，創校校長；由元朗商會第二學校轉職）

#### 全日
- 姜渭榮 先生（2003年-2008年，全日制首任）[3]
- 陳志雄 先生（2008年-2023年）
- 姜穎怡 女士（2023年起，現任校長）[2]

## 著名/傑出校友
- 胡依廷：香港女子羽毛球運動員[4]
- 王百羽：天水圍民生關注平台發言人，前任元朗區議會天恒區議員[5]
- 何珀廉：香港TVB男童星

## 屬會學校
- 元朗公立中學校友會鄧兆棠中學
- 元朗公立中學校友會鄧英業小學
- 元朗公立中學

## 外部連結
- 元朗公立中學校友會小學 （页面存档备份，存于）